# アマチュア無線の日
アマチュア無線の日（アマチュアむせんのひ）とは、太平洋戦争によって禁止されていたアマチュア無線の再開の記念日で、毎年7月29日である。

## 制度化から禁止まで
1900年（明治33年）に公布された「電信法」は日本における無線について定めた最初の法律であったが、『無線電信および無線電話を政府管掌』とし、無線施設の私設（法人や個人による開設）を認めなかった。
1915年（大正4年）11月1日に施行された「無線電信法」の第2条第5号で、逓信大臣の許可により無線実験施設の私設（法人や個人による開設）が可能になった。同時に施行された私設無線電信規則の第2条で『無線電信法第二條第五号に依り施設する私設無線電信は無線電信の学術研究 又は機器に関する実験に供するものに限る』と定めている。
私設無線電信通信従事者資格検定規則の第1条で、無線電信法第2条第5号の実験施設の操作には第三級の私設無線電信通信従事者資格を求めたが、同時に私設無線電信規則の第15条で『無線電信法第二条第五号に依り施設したる私設無線電信の通信従事者にして特に逓信大臣の認可を得たる場合は此の限に在らず』とし資格取得を免除するとした。
当初は無線電信法第2条第5号による実験施設に固有の名称を定めていなかったが、1934年（昭和9年）1月に施行された私設無線電信無線電話規則の第3条で『実験用私設無線電信無線電話』という語が与えられている。1941年（昭和16年）には実験用私設無線電信無線電話の施設は300を越えていたが、同年12月8日の太平洋戦争の開戦と同時に禁止された。

## 再開と記念日の制定
1952年（昭和27年）7月29日、1950年（昭和25年）に施行された電波法に基づきアマチュア局の予備免許が全国の30人に発給された。
これを記念して1973年（昭和48年）に日本アマチュア無線連盟がこの7月29日をアマチュア無線の日として制定した。

## 世界アマチュア無線の日
1925年（大正14年）4月18日に国際アマチュア無線連合（IARU）が設立したことを記念し、4月18日は「世界アマチュア無線の日」とされる。